# Zeevang
Zeevang är en historisk kommun i provinsen Noord-Holland i Nederländerna. Kommunens totala area är 55,23 km² (där 17,04 km² är vatten) och invånarantalet är på 6 296 invånare (2009) .